# Resolución 883 del Consejo de Seguridad de las Naciones Unidas
La resolución 883 del Consejo de Seguridad de las Naciones Unidas fue adoptada el 11 de noviembre de 1993, después de reafirmar las resoluciones 731 y 748 (1992). El Consejo observó que, después de más de veinte meses, Libia no había acatado plenamente las resoluciones previas del Consejo de Seguridad y como consecuencia impuso más sanciones internacionales contra el país.
El consejo expresó su determinación por eliminar el terrorismo internacional y que aquellos responsables de actos de terrorismo debían ser enjuiciados. En el contexto de que la supresión de dichos actos es esencial para la paz y seguridad internacionales, se destacó que el gobierno de Libia se ha negado a demostrar mediante acciones la renuncia al terrorismo, hecho que el consejo determinó que constituye una amenaza a la paz y la seguridad internacional. Al mismo tiempo, se tomó nota de representantes de Libia en el que se expresaba «la intención de animar a los acusados de haber atentado contra el vuelo 103 de Pan Am a que compareciesen ante los tribunales en Escocia, y que estaba dispuesta a cooperar con las autoridades competentes francesas en el caso del atentado contra el vuelo 772 de UTA».
Actuando de conformidad con el Capítulo VII de la Carta de las Naciones Unidas y para asegurar que el gobierno de Libia acatase las 731 y 748, las siguientes medidas entrarían en vigor a las 00.01 horas (hora estándar del este de los Estados Unidos) del 1 de diciembre de 1993: Primero, se decidió que todos los países congelasen fondos de Libia y recursos financieros en su territorio, aunque esto no aplicaría para fondos u otros recursos financieros derivados de la venta o suministro de petróleo o derivados, gas natural o derivadas y productos agrícolas. Adicionalmente, se prohibieron las ventas y el mercadeo de:
(a) bombas de gran capacidad y motores usados para transportar petróleo y gas;
(b) equipo para terminales petroleras;
(c) bombas de gran capacidad;
(d) equipo de refinerías;
(e) respuestos para cualquiera de los anteriores.
El Consejo también decidió que, a fin de que se cumplan de manera efectiva las disposiciones de la resolución 748 (1992), todos los Estados:
(a) clausuraran inmediatamente todas las oficinas de Lybian Arab Airliness;
(b) prohíban toda transacción comercial con la empresa, incluyendo boletos;
(c) prohíban el suministros de aeronaves o componentes y mantenimiento dentro de Libia;
(d) prohíban el suministro de materiales de construcción, mejora o mantenimiento de aeropuertos libios;
(e) prohíban ayuda, asistencia o entrenamiento de pilotos libios, ingenieros de vuelo o personal de mantenimiento;
(f) prohíban la renovación de todo tipo de seguros de aeronaves libias;
(g) continúen a reducir significativamente personal de misiones diplomáticas y consulados libios.
El comité establecido por el Consejo de Seguridad en la resolución 748 fue encargado de preparar directrices para la implementación de dichas medidas y para examinar posibles pedidos de asistencia bajo el artículo 50 de la Carta de las Naciones Unidas para países que sufrieron indirectamente como resultados de las sanciones. Todos los Estados y organizaciones internacionales fueron exhortados a cooperar con las disposiciones de la resolución y a reportar al Secretario General Boutros Boutros-Ghali sobre las medidas tomadas para implementar la resolución. Al mismo tiempo, el Consejo afirmó que la resolución no afectaba el deber de Libia de adherirse a todas las obligaciones referentes al pago de la deuda externa. Las medidas tomadas por el Consejo serían revisadas después de notar la cooperación de Libia con respecto a los atentados del vuelo 103 de Pan Am y el vuelo 772 de UTA.
La resolución fue adoptadas por 11 votos contra ninguno, con cuatro abstenciones de China, Marruecos, Pakistán y Yibuti. Rusia previamente amenazó con vetar la resolución, pero después de negociaciones la apoyó declarando su intención de recuperar deudas contraídas por Libia por la compra de armas.
Libia respondió cerrando sus fronteras con Túnez y Egipto por tres días, denunciando la resolución como un producto de política hostil de las Naciones Unidas y afirmando la necesidad de buscar una resolución a la crisis lo más pronto posible.